# Полозов, Константин Александрович
Константин Александрович Полозов (4 мая 1966, Уфа — 19 августа 2025, Уфа) — советский и российский хоккеист, нападающий; тренер. Мастер спорта СССР.
Сын — Кирилл, также хоккеист.

## Игровая карьера
Воспитанник хоккейной школы «Салават Юлаев». Играл за «Авангард» (Уфа), «Салават Юлаев». В 1983 году стал чемпионом Европы и СССР среди юношей. За «Салават Юлаев» 15 сезонов (1982—1987, 1988—1998), забил 173 шайб. Стал трёхкратным призёром чемпионатов России (1995—1997), обладателем Кубка Международной федерации хоккея (1994).

### Достижения
- Победитель Спартакиады народов РСФСР 1981.
- Серебряный призёр Спартакиады народов СССР 1982.
- Чемпион СССР среди юношей 1983.
- Чемпион Европы среди юниоров 1984.
- Бронзовый призёр чемпионата МХЛ 1994/95, 1995/96.
- Бронзовый призёр чемпионата России 1996/97.

## Тренерская карьера
В сезонах 2009/10 и 2010/11 входил в тренерский штаб «Толпара». C 2011 по 2015 год возглавлял «Батыр» Нефтекамск в МХЛ-Б. 22 января 2015 года был назначен главным тренером клуба «Торос». С 28 июня 2016 года — тренер «Толпара». С 13 июня 2019 года назначен на должность главного тренера «Торос-ЮХЛ».
Умер 19 августа 2025 года от онкологического заболевания.